# Hyalomis
Hyalomis is een geslacht van vlinders van de familie spinneruilen (Erebidae), uit de onderfamilie Arctiinae.

## Soorten
- H. basilutea Walker, 1854
- H. espia Dognin, 1897
- H. hypochryseis Hampson, 1898
- H. platyleuca Walker, 1854
- H. thyria Druce, 1898